# Randy Cleek
Randy Cleek (Shawnee, 27 luglio 1955 – Imola, 3 aprile 1977) è stato un pilota motociclistico statunitense.

## Biografia

### Gli inizi
Mosse i primi passi nel mondo del motociclismo a soli 4 anni, in sella a una minimoto. La sua carriera agonistica iniziò a 10 anni, quando prese parte alla sua prima gara. I primi anni prese parte principalmente a competizioni di speedway e a cronoscalate.

### Il debutto come professionista e il primo titolo
Il 1972 fu la sua prima stagione da professionista, durante la quale prese parte al campionato nazionale di speedway e di short track, raggiungendo rispettivamente il settimo e l'undicesimo posto nella classifica finale nella sua categoria.
L'anno successivo debuttò nelle competizioni di velocità, mantenendo anche l'impegno nel campionato di short track, che concluderà al terzo posto.
Nel 1974 arrivarono i primi successi in gare nazionali, sia in competizioni di velocità che di short track. Nello stesso anno prese parte anche alle prime gare internazionali, giungendo secondo alle Marlboro International Motor Race Series subito dietro ad un altro statunitense, Pat Hennen.
Nel 1975 venne scelto come riserva della squadra che avrebbe preso parte alle annuali Transatlantic Match Races, serie di gare motociclistiche corse nel Regno Unito che vedevano contrapporsi piloti statunitensi e britannici. Cleek fu chiamato a sostituire il compagno di squadra Steve Baker, rimasto coinvolto in un incidente. Il giovane pilota si dimostrò all'altezza del compito, conquistando punti che contribuiranno a portare alla vittoria, la prima in 5 anni, il team statunitense. Nel frattempo continuò a gareggiare nello short track, ottenendo ottimi risultati con la TZ 750 Flat-Track.
La stagione 1976 vide il suo passaggio definitivo alle gare su pista. Cleek partecipò alla 200 miglia di Daytona classificandosi all'ottavo posto assoluto. In seguito prese parte a diverse gare sui circuiti europei, Italia compresa. Prese inoltre parte alle gare del campionato statunitense, e grazie a una serie di ottime prestazioni conquisterò la vittoria finale nella categoria velocità dell'AMA Grand National Championship.

### L'incidente mortale
Per il 1977 Cleek puntava, oltre alla vittoria nell'AMA Grand National Championship, ad una maggiore partecipazione alle gare europee del motomondiale, in particolare a quelle destinate alla nuova categoria della Formula 750, al debutto nel mondiale proprio nella stagione 1977.
La prima prova della stagione, peraltro avversata da cattive condizioni atmosferiche, fu la 200 Miglia di Daytona dove Cleek, partito 14º, ottenne il 10º posto nell'unica manche disputata, ottenendo così il suo primo punto iridato.
Trasferitosi in Europa, il primo impegno importante sul vecchio continente è la 200 Miglia di Imola, che si correva domenica 3 aprile. La gara, la cui vittoria andò a Kenny Roberts, fu segnata dalla morte di Pat Evans, pilota statunitense coetaneo di Randy.
Cleek, su una Yamaha sponsorizzata dall'azienda Bel Ray, finì solo ventiquattresimo alla prima manche ma raggiunse l'ottavo posto nella seconda; la combinazione dei risultati non gli consentì di ottenere punti validi per il campionato.
La sera stessa Cleek prese parte al banchetto post-gara, destinato ai piloti e ai giornalisti, che si tenne all'hotel Molino Rosso di Imola. A fine serata, Cleek si diresse all'hotel di Riolo Terme dove alloggiava, circa 13 km a sud di Imola. Sull'auto, una Fiat 132 presa a noleggio, viaggiavano anche Kurt Williams Keifer, dirigente della Bel Ray, e Giuseppe Geraci, statunitense di origine italiana e interprete di Cleek.
Mentre percorrevano la Strada statale 306 diretti alla periferia di Imola, la loro vettura finì fuori strada, impattando contro un muro di cemento. Nell'urto la Fiat si staccò dal suolo, per poi ricadere sulla carreggiata, colpendo un'altra vettura che proveniva dal senso opposto, un'Autobianchi A112. Nell'impatto rimasero uccisi Cleek, Keifer, Geraci e i tre occupanti dell'Autobianchi, una giovane coppia di Lugo e la loro figlia di pochi anni. Uno dei primi ad accorrere sulla scene dell'incidente fu il pilota britannico Piers Forester, che aveva anch'egli partecipato alla 200 Miglia di Imola.